# Eligiusz Gwoździński
Eligiusz Gwoździński (ur. 21 maja 1927 w Łodzi, zm. 9 lutego 2005 tamże) – polski piłkarz występujący na pozycji obrońcy. W 1945 roku został piłkarzem Lechii Gdańsk. W swoim debiucie przeciwko drużynie MKS Wrzeszcz strzelił bramkę. Rozegrał w Lechii 2 spotkania. W 1946 został piłkarzem ŁKS Łódź, w którym do 1951 rozegrał 19 spotkań i strzelił 6 goli.